# Gymnopithys salvini
A Gymnopithys salvini a madarak osztályának verébalakúak (Passeriformes) rendjébe és a hangyászmadárfélék (Thamnophilidae) családjába tartozó faj.

## Rendszerezése
A fajt Hans von Berlepsch német ornitológus írta le 1901-ben, a Pithys nembe Pithys salvini néven. Egyes szervezetek az Oneillornis nembe sorolják Oneillornis salvini néven.

## Alfajai
- Gymnopithys salvini maculatus Zimmer, 1937
- Gymnopithys salvini salvini (Berlepsch, 1901)[1]

## Előfordulása
Dél-Amerikában, Bolívia, Brazília és Venezuela területén honos. A természetes élőhelye a szubtrópusi vagy trópusi síkvidéki esőerdők. Állandó, nem vonuló faj.

## Megjelenése
Testhossza 13-13,5 centiméter, testtömege 22-28 gramm.

## Életmódja
Ízeltlábúakkal táplálkozik.

## Természetvédelmi helyzete
Az elterjedési területe rendkívül nagy, egyedszáma viszont csökkenő, de még nem éri el a kritikus szintet. A Természetvédelmi Világszövetség Vörös listáján nem fenyegetett fajként szerepel.